# دایسوکه کاتو
دایسوکه کاتو (انگلیسی: Daisuke Katō؛ ۱۸ فوریهٔ ۱۹۱۱ – ۳۱ ژوئیهٔ ۱۹۷۵) هنرپیشه اهل ژاپن بود. 
از فیلم‌هایی که وی در آن نقش داشته‌است، می‌توان به یوجیمبو، هفت سامورایی، سامورایی ۲: دوئل در معبد ایچی‌جوجی، سامورائی ۱: موساشی میاموتو، مادر، ابرهای شناور، ابرهای پراکنده، سامورائی ۳: دوئل در جزیره گان‌ریو و پاییز آغاز شده‌است اشاره کرد.